# بهناي بهي (مقاطعة إقليد)
بهناي بهي (بالفارسية: پهنای بهی) هي قرية تقع في Sedeh District في إيران. يقدر عدد سكانها بـ 273 نسمة بحسب إحصاء 2016.